# John McPhee (Politiker)

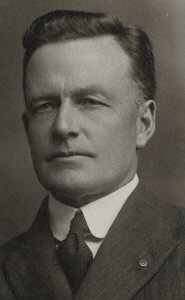
John McPhee

John Cameron McPhee (* 4. Juli 1878 in Yan Yean, Victoria; † 14. September 1952 in Hobart, Tasmanien) war ein australischer Politiker der Nationalist Party of Australia, der zwischen 1928 und 1934 Premierminister von Tasmanien war.

## Leben

### Abgeordneter, Minister und Oppositionsführer
McPhee wurde als Kandidat der Nationalist Party of Australia am 31. Mai 1919 im Wahlkreis Denison erstmals zum Mitglied des Repräsentantenhauses (Tasmanian House of Assembly), dem Unterhaus des tasmanischen Parlaments, gewählt und gehörte diesem bis zu seinem Rücktritt aus gesundheitlichen Gründen am 14. März 1934 an.
Am 12. August 1922 wurde er von Premierminister John Hayes als Eisenbahnminister (Minister for Railways) erstmals in eine Regierung des Bundesstaates berufen und bekleidete dieses Amt bis zum 14. Juni 1923 an. Zugleich war er vom 12. August 1922 bis zum 14. August 1923 auch Chefsekretär des Kabinetts sowie vom 15. Juni bis zum 14. August 1923 auch Minister zur Verwaltung des Forstgesetzes von 1920 (Minister administering the Forestry Act 1920).
Nach der empfindlichen Niederlage der Nationalist Party bei den Wahlen vom 3. Juni 1925, bei der die Partei nur noch 21.932 Stimmen (29,02 Prozent) bekam und somit 11,93 Prozentpunkte sowie fünf ihrer zwölf Mandate verlor, wurde McPhee am 29. Juli 1925 als Nachfolger von Edward Hobbes neuer Oppositionsführer im Repräsentantenhaus. 
Als solcher führte er die Nationalist Party als Spitzenkandidat bei der Parlamentswahl vom 30. Mai 1928. Dabei wechselten die Kandidaten der Liberal Party von Walter Lee wieder zu der von McPhee geführten Nationalist Party, die 37.432 Stimmen (42,2 Prozent) erhielt und 15 Abgeordnete stellte. Die Australian Labor Party von Premierminister Joseph Lyons kam zwar auf 41.829 Stimmen (47,15 Prozent), stellte aber aufgrund des bestehenden Wahlrechts nur 14 Abgeordnete.

### Premierminister 1928 bis 1934
Daraufhin wurde McPhee am 15. Juni 1928 Nachfolger von Lyons als Premierminister und bekleidete dieses Amt bis zu seinem Rücktritt aus gesundheitlichen Gründen am 15. März 1934. Während seiner Amtszeit fungierte er auch durchgehend als Finanzminister (Treasurer) sowie als Forstwirtschaftsminister (Minister for Forestry). Zugleich war er vom 15. Juni 1928 bis zum 23. März 1932 auch Minister zur Kontrolle des Wasserenergieministeriums (Minister Controlling the Hydro-Electric Department).
Bei der Wahl vom 9. Mai 1931 errang jedoch die McPhees Nationalist Party 61.414 Stimmen (56,4 Prozent) und konnte damit ihr Ergebnis um 14,2 Prozent verbessern, so dass sie mit 19 Sitzen über eine absolute Mehrheit im 30-köpfigen House of Assembly verfügte. Die nunmehr von Albert Ogilvie geführte Labor Party kam dagegen nur auf 38.030 Stimmen (34,92 Prozent) und verlor damit 12,23 Prozentpunkte sowie vier ihrer bisher zehn Mandate.
McPhee, der vom 24. März 1932 bis zum 15. März 1934 auch Landwirtschaftsminister (Minister for Agriculture) war, trat am 15. März 1934 als Premierminister zurück und wurde daraufhin vom früheren zweifachen Premierminister Walter Lee abgelöst, der in seinem Kabinett bisher Minister für Besiedlungsverdichtung und Soldatenansiedlung sowie zeitgleich auch Minister für Ländereien und öffentliche Arbeiten war.
Nachdem er sich mehrere Jahre aus dem politischen Leben zurückgezogen hatte, wurde McPhee am 13. Dezember 1941 für die Nationalist Party wieder zum Mitglied des House of Assembly gewählt, in dem er bis zu seinem Mandatsverzicht am 23. November 1946 den Wahlkreis Franklin vertrat.